# Kurnik

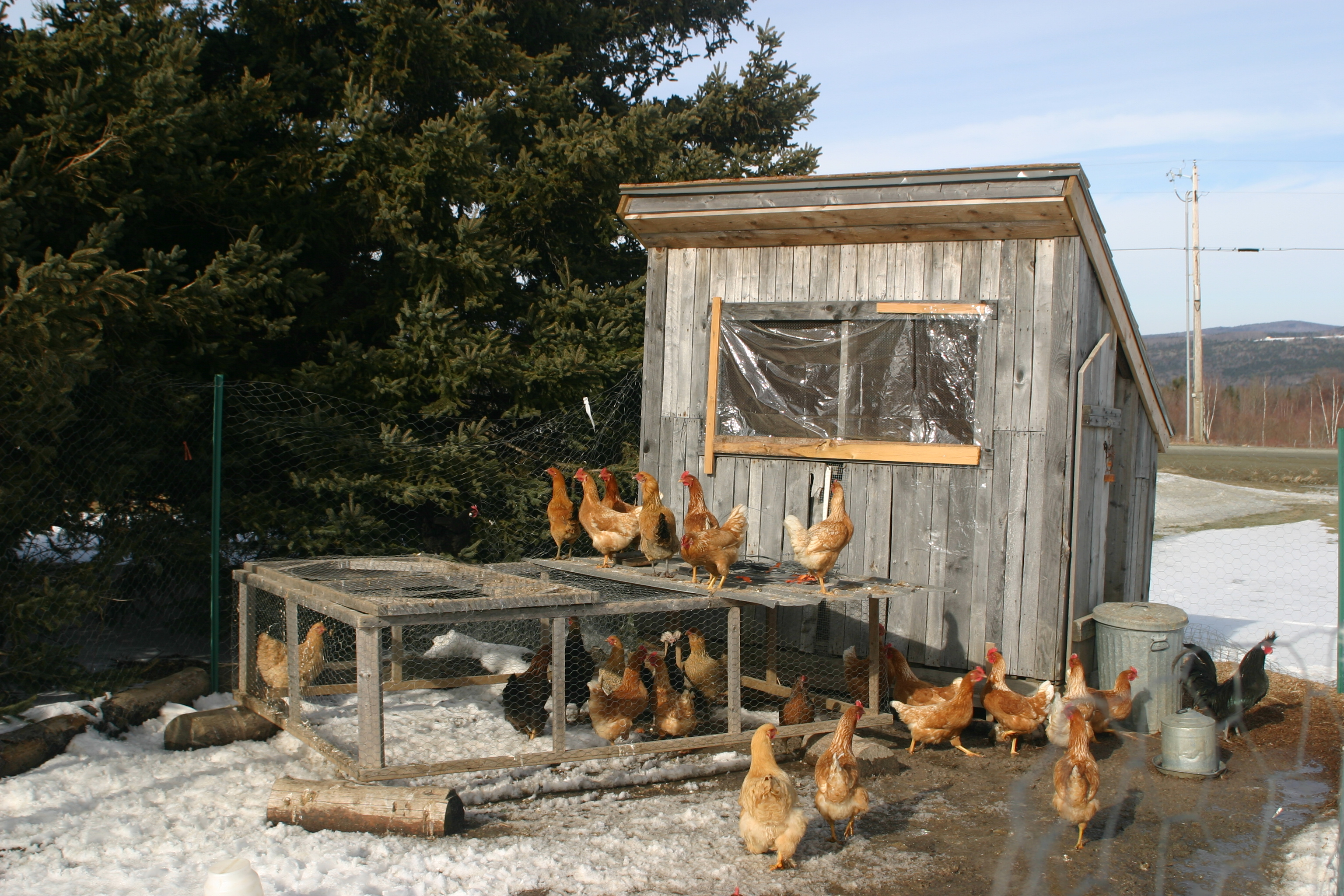
Kurnik

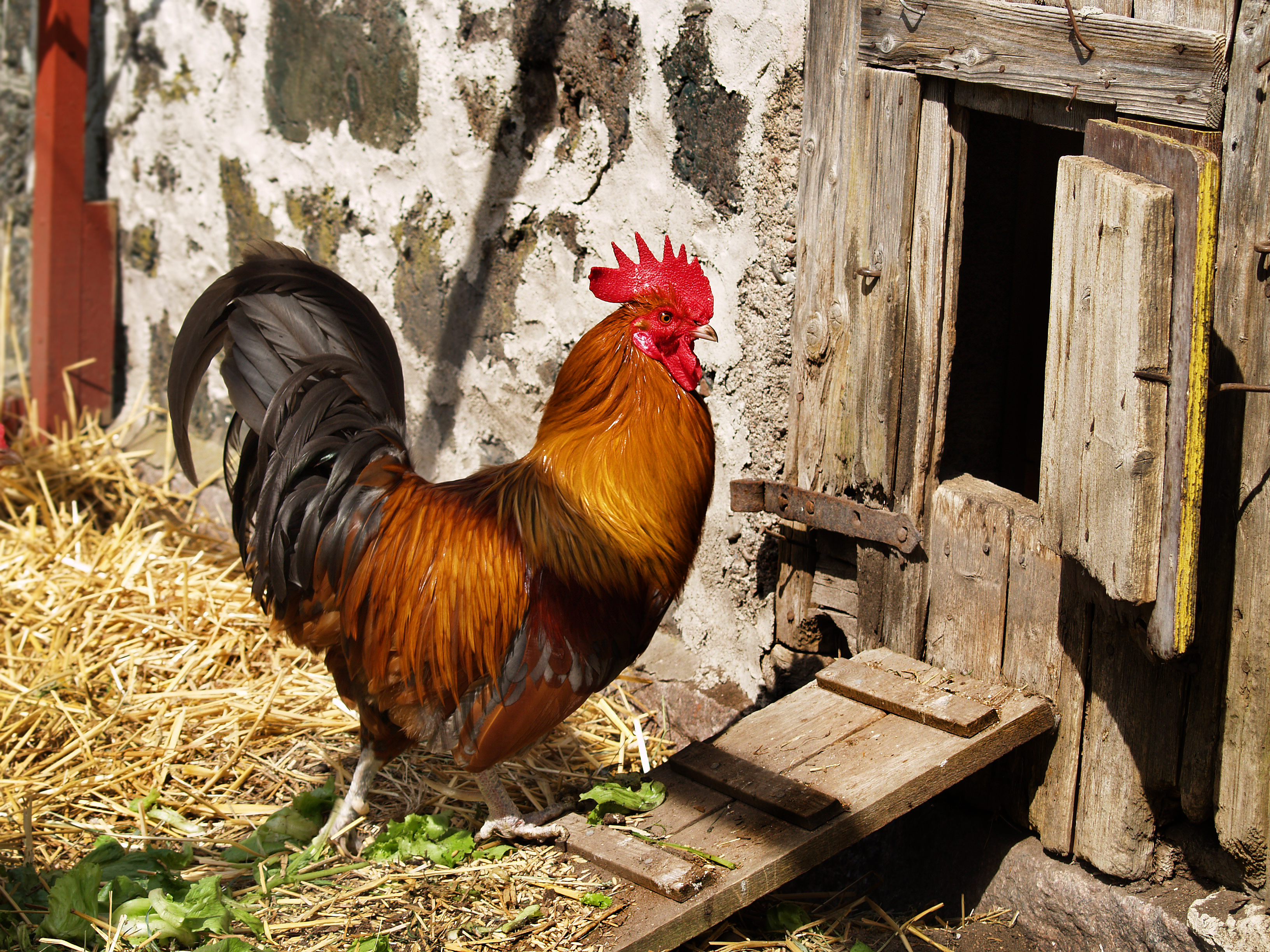
Kogut przed wejściem do kurnika

Kurnik – budynek gospodarczy przeznaczony do hodowli drobiu, zwłaszcza kur. 

## Opis
Kurniki są zwykle przeznaczone do przebywania w nich nocą i w czasie złej pogody, najczęściej dla niewielkich stad drobiu (do kilkudziesięciu sztuk).
Wewnątrz budynku zamontowane są grzędy – poziome żerdzie przeznaczone dla ptaków jako siedziska, stanowiska lęgowe dla kwok, poidła, koryta paszowe, opcjonalnie piaskownica. Kurnik może też mieścić pomieszczenie użytkowe.
Względna wilgotność powietrza w kurniku odpowiednia dla ptaków to 50–70%. Największy komfort dla zwierząt można uzyskać przeznaczając minimum 1 m² na każde 3–4 kury, 12–15 cm długości karmidła na każdą kurę oraz 1 m grzędy na 4–5 ptaków. Często podłogi kurnika wykonane są z palonych cegieł spojonych zaprawą wapienną (według źródła w oryginale niemieckiego). W kurniku znajduje się również ściółka, która wilgotnieje wskutek wydalania odchodów przez ptaki; przykładową ściółką mogą być strużyny heblowane (chłonność 145 kg na 100 kg), słoma (np. pszenna – chłonność 257 kg na 100 kg) lub miał torfowy (chłonność 404 kg na 100 kg).